# Boguszowice (Cieszyn)
Cieszyn-Boguszowice – część miasta Cieszyna, do 1973 roku samodzielna wieś.

## Historia
31 stycznia 1290 roku książę Mieszko nadał swemu rycerzowi Boguszowi 10 łanów frankońskich pod założenie wsi Bogusovici. Jej osadnicy mieli być zwolnieni od większości ciężarów prawa książęcego. Dokument ten był zarazem pierwszym, w którym książę Mieszko użył tytułu księcia cieszyńskiego, a więc od którego zaczyna się historia nowego księstwa cieszyńskiego. Brak wzmianki o wsi w dokumencie Liber fundationis episcopatus Vratislaviensis świadczy o tym, że rycerz Bogusz nie zdołał dotąd jeszcze pozyskać osadników, więc wieś powstała po roku 1305. Jako w pełni rozwinięta wieś rycerska Boguszowice ujawniają się w 1388, kiedy to zostały sprzedane przez dwóch rycerzy Jaśka i Janusza z Ogrodzonej Bielikowi z Kornic i jego matce, Jucie za 60 kop groszy praskich polskiej miary. Kwota ta była porównywalna do innych w pełni rozwiniętych wsi tamtych czasów.
Politycznie wieś ta dzieliła losy (początkowo polskiego) księstwa cieszyńskiego, będącego od 1327 lennem Królestwa Czech, a od 1526 roku w wyniku objęcia tronu czeskiego przez Habsburgów wraz z regionem aż do 1918 roku w monarchii Habsburgów (potocznie Austrii). W 1472 roku miasto Cieszyn nabyło Boguszowice; dochód z tej wsi został przeznaczony na utrzymanie biednych w przytułku zwanym szpitalem mieszczańskim (gwarowo: "szpitolek").
W połowie XIX w. na terenie wsi prowadzone były badania geologiczne w poszukiwaniu złóż węgla i surowców hutniczych. Nie znaleziono ich, lecz w zamian odkryto tu występowanie nieznanej dotąd skały magmowej, którą geolog i inżynier górniczo-hutniczy Komory Cieszyńskiej, Ludwik Hohenegger, nazwał cieszynitem. Przez pewien czas skała ta była eksploatowana w kilku okolicznych kamieniołomach.
Pod koniec XIX w. na terenie Boguszowic wybudowano strzelnicę i składy amunicji dla cieszyńskiego garnizonu wojskowego. Arsenał ten, zdobyty 31 października 1918 r. bez rozlewu krwi przez oddział por. Franciszka Barteczka, był jednym z ważniejszych obiektów, których sprawne opanowanie zadecydowało o szybkim przejęciu władzy w Cieszynie przez polską Radę Narodową Księstwa Cieszyńskiego.
Według austriackiego spisu ludności z 1900 w 37 budynkach w Boguszowicach, będących wówczas częścią Pastwisk mieszkało 359 osób. z tego 283 (78,8%) mieszkańców było katolikami, 66 (18,4%) ewangelikami a 10 (2,8%) wyznawcami judaizmu, 339 (94,4%) było polsko-, 15 (4,2%) niemiecko- a 2 (0,6%) czeskojęzycznymi. Według spisu z 1910 roku Boguszowice miały już 464 mieszkańców zamieszkałych w 48 budynkach na obszarze 173 hektarów, co dawało gęstość zaludnienia równą 268,2 os./km², z czego 461 było zameldowanych na stałe, 339 (73,1%) było katolikami, 112 (24,1%) ewangelikami 13 (2,8%) żydami, 438 (95%) było polsko-, 22 (4,8%) niemiecko- a 1 czeskojęzyczna.
W lipcu 1920 roku gmina Pastwiska wraz z Boguszowicami decyzją Rady Ambasadorów znalazła się w granicach Polski. W okresie międzywojennym w miejscowości stacjonowała placówka Straży Granicznej I linii „Boguszowice”.
W 1991 roku otwarto w tej części Cieszyna drogowy most nad rzeką Olzą wraz z nowoczesnym przejściem granicznym pomiędzy Polską a Czechosłowacją (od 1993 z Czechami). Przejście otrzymało nazwę "Cieszyn-Boguszowice – Chotěbuz" (dla odróżnienia od innych przejść granicznych w Cieszynie), choć właściwie przejście po stronie polskiej znajdowało się w innej części Cieszyna – Pastwiskach. "Cieszyn-Boguszowice – Chotěbuz" było do 21 grudnia 2007 r. największym (zarówno pod względem infrastruktury, jak i liczby odprawianych pojazdów) drogowym przejściem granicznym pomiędzy Polską a Czechami.
W 1997 jednostkę urbanistyczną Boguszowice zamieszkiwało 361 z 38115 mieszkańców Cieszyna (0,9%).

## Zabytki i budynki użyteczności publicznej
W Cieszynie-Boguszowicach, dokładnie pod przęsłami mostu granicznego, znajduje się odrestaurowany polski schron bojowy z 1939 roku, który jako jedyny ze schronów zbudowanych na Śląsku Cieszyńskim wziął udział w walce z oddziałami niemieckimi 1 września 1939.
Ponadto w Boguszowicach znajduje się jeden z bardziej znanych torów motocrossowych w Polsce. Otwarty w latach 80. XX w., w 2011 roku został rozbudowany.
Znajdują się tu również: strażnica OSP, oczyszczalnia ścieków oraz mieszkania socjalne.

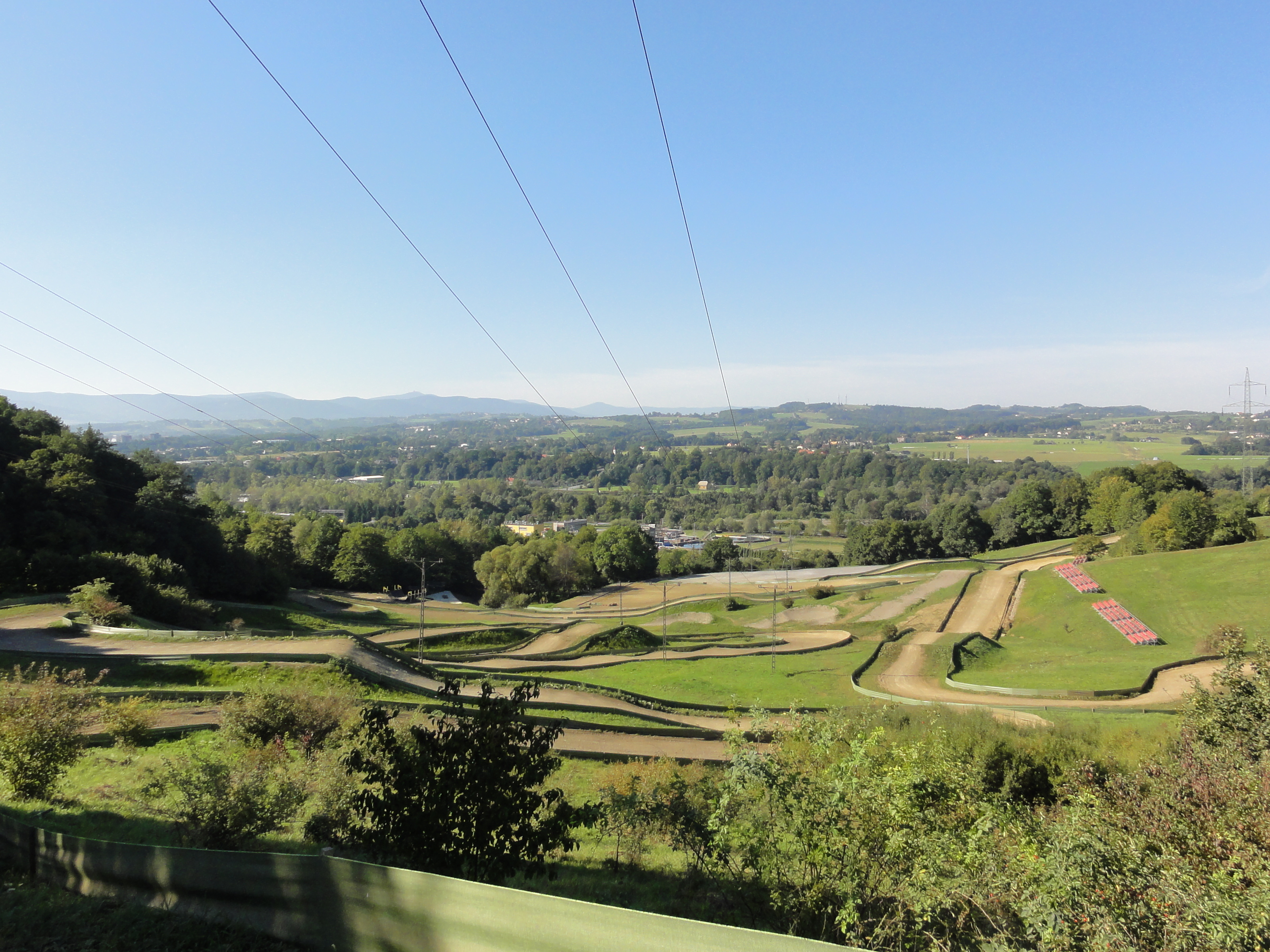
Tor motocrossowy
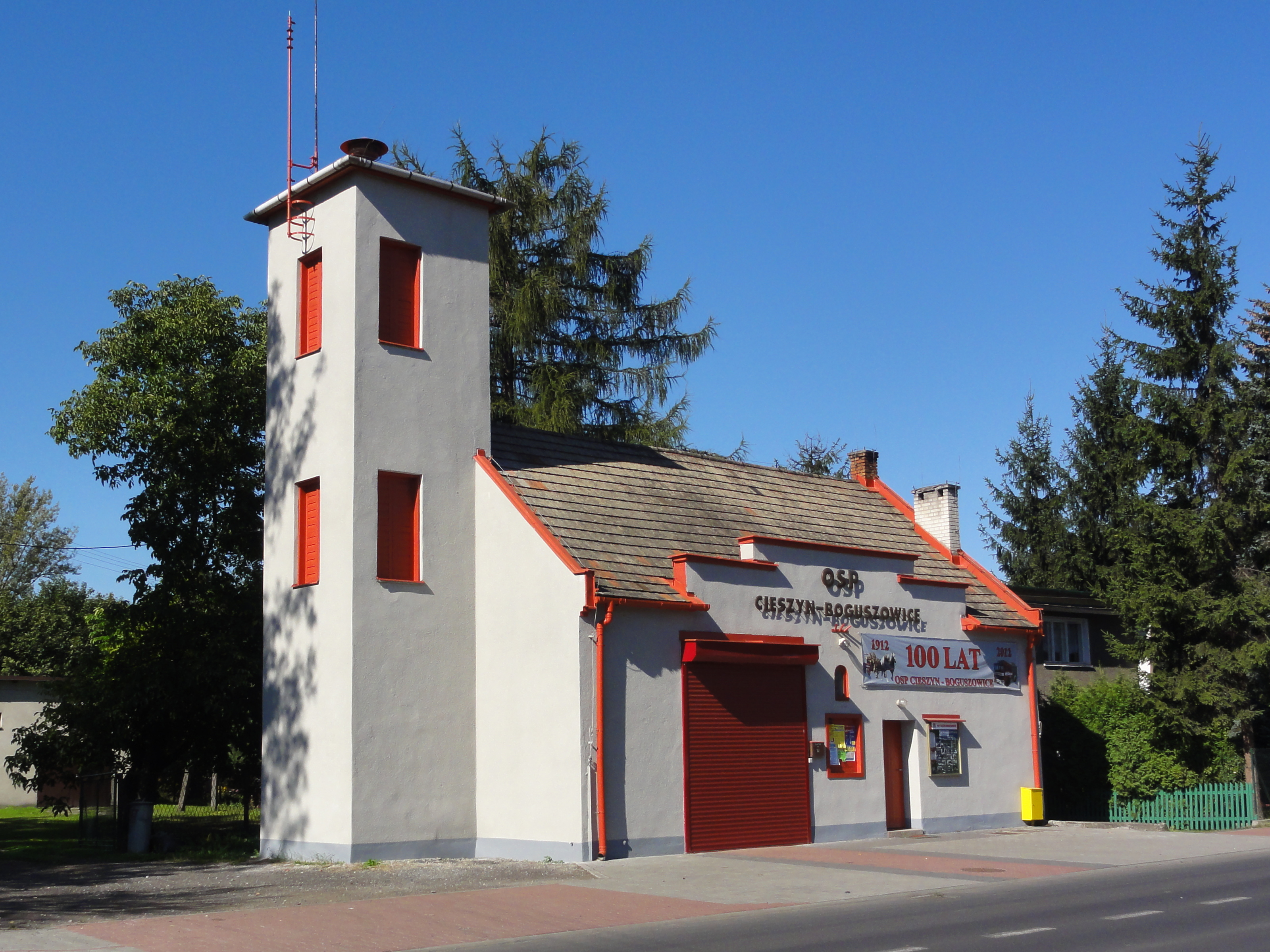
Remiza strażacka

## Komunikacja
Przez tę dzielnicę kursują autobusy miejskiego przewoźnika ZGK w Cieszynie Sp. z o.o. obsługujący linie podmiejskie nr 30 do Pogwizdowa oraz nr 32 do Kaczyc. Przez Boguszowice kursują również busy prywatnego przewoźnika LINEA TRANS Sp. z o.o. kursujące relacją Cieszyn-Kaczyce-Jastrzębie-Zdrój.